# Res cogitans
Res cogitans («cosa pensante» en latín) también traducido como sustancia pensante es, junto con la res extensa, una de las dos sustancias que, conforme al dualismo cartesiano, conforman lo existente junto a Dios, el cual, sin embargo, es causa de sí mismo (causa sui). A esta sustancia se le ha llegado a identificar con el alma, la mente o la conciencia de los sujetos pensantes.

## Meditaciones metafísicas
Ya desde el Discurso del método, Descartes llegaba a la conclusión de la naturaleza del sujeto que piensa, que por el solo hecho de hacerlo sustenta su naturaleza (cogito, ergo sum) y con ello deducía la existencia de una sustancia pensante: «conocí por ello que yo era una sustancia cuya esencia y naturaleza toda es pensar, y que no necesita, para ser, de lugar alguno, ni depende de cosa alguna material.» No obstante, no sería sino hasta sus Meditaciones metafísicas cuando desarrollaría más la idea.

### Segunda meditación
En efecto, en la Segunda meditación, el filósofo francés, comienza por dudar de la existencia de su cuerpo y de cualquier creencia externa tanto aquellas provenientes de los sentidos, de la memoria, las opiniones previas e incluso de Dios. Ante este vacío, el meditador se da cuenta de que solo resta una cosa, la misma que se encuentra dudando, el sí mismo que piensa, y que, por tanto, existe. Este pensar es el atributo propio e inseparable del alma:

Otro atributo es el del pensar; éste es el que me pertenece, el que no se separa de mí. Yo soy, yo existo; [...] Hablando con precisión, yo soy una cosa que piensa, es decir, un espíritu, un entendimiento, una razón [...].
René Descartes. Segunda meditación.

Descartes, otorga a esta res cogitans, atributos muy extensos, definiéndola como «una cosa que duda, entiende, concibe, afirma, niega, quiere, no quiere, afirma y siente.».

### Sexta meditación
La sexta meditación está enfocada en probar la existencia de lo material (res extensa), entre lo cual se incluye el cuerpo, y su diferencia con el alma. Descartes insiste nuevamente en la existencia real del sujeto pensante e insiste en asumir desde ahí que su naturaleza está en el pensar. La actividad pensante que ejerce sin que pueda separarse de ella, porque sin importar que examine a otras cosas o a sí misma todo ello constituye un acto de pensar.

Partiendo de que conozco con certeza que existo, y, sin embargo, no observo que ninguna otra cosa pertenezca necesariamente a mi naturaleza o esencia, concluyo que ésta consiste en que soy una cosa que piensa, o una substancia cuya esencia o naturaleza es el pensar.
René Descartes. Sexta meditación.

Sin embargo, ahora el problema es determinar a partir de esta proposición si su opuesto, la res extensa, también posee realidad. Separa las nociones de cuerpo y alma, al aplicarles el criterio de verdad que demuestra que son nociones que no dependen de otra y que, además, pueden concebirse una sin la otra. Y mientras una es indivisible, la otra puede separarse en diversas partes fácilmente, de ahí que su característica propia sea la extensión. Además, los cuerpos poseen la propiedad de generar sensaciones, esto es, la percepción de ideas, consecuentemente estas ideas deben tener un origen activo en una sustancia exterior y diferente al sujeto pensante, por lo que descartando a Dios como generador de estas sensaciones, el cuerpo tendrá que existir.